# Sydney Salins
Sydney Sebastian Salins (Karnataka, ...) è un teologo e biblista indiano, studioso del Nuovo Testamento.
È docente al Karnataka Theological College di Mangalore, seminario fondato nel 1965 e operante in partenariato con il  Senate of Serampore College, una delle più importanti Università indiane. 

Nel 1997 ha partecipato al comitato esplorativo sul dialogo interreligioso, condotto dal Consiglio ecumenico delle Chiese.

## Formazione
Salins ha avuto la sua formazione ministeriale presso l'United Theological College di Bangalore tra il 1970 e il 1974, conseguendo il Bachelor of Divinity con il compagno di studi John Sadananda per un  (B. D.), presso l'Università di Sarampore sotto la direzione amministrativa di J. T. Krogh
Dal 1980 al 1982, Salins frequentò con il vescovo indiano Surya Prakash un corso di specializzazione sul Nuovo Testamento, sotto la guida di J. G. F. Collison e K. James Carl, presentando una dissertazione finale dal titolo ("Uno studio sull'utilizzo del titolo cristologico 'Figlio d'Uomo', negli scritti fino al 325 d. C.), a seguito della quale ottenne il Master of Theology,  rilasciato dall'Università con il contributo amministrativo e archivistico di D. S. Satyaranjan.
Subito dopo la laurea al Seminario Regionale Protestante di Bangalore, Salins ha iniziato a insegnare alla Facoltà Teologica di Karnataka, avvalendosi a partire dal 1974 in poi di un permesso di studio per conseguire un master post laurea in Nuovo Testamento nel 1982, iniziando sempre nel 1974 la propria docenza al Seminario di Mangalore.